# Gröna delfinens gata
Gröna delfinens gata är en amerikansk film från 1947 i regi av Victor Saville. Manuset skrevs av Samson Raphaelson. Den bygger på Elizabeth Goudges roman Green Dolphin Country. Filmen tilldelades en Oscar för bästa specialeffekter.

## Rollista
- Lana Turner - Marianne Patourel
- Van Heflin - Timothy Haslam
- Donna Reed - Marguerite Patourel
- Richard Hart - William Ozanne
- Frank Morgan - Edmond Ozanne
- Edmund Gwenn - Octavius Patourel
- May Whitty - Abbedissan
- Reginald Owen - kapten O'Hara
- Gladys Cooper - Sophie Patourel